# 원시천존

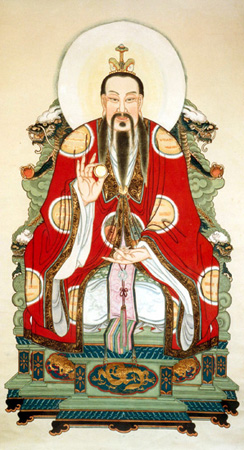
원시천존

원시천존(元始天尊)은 도교의 최고신이다. 영보천존(靈寶天尊), 도덕천존(道德天尊)과 함께 삼청을 구성한다.
하늘과 땅이 아직 분리되지 않고 혼돈 상태에 있을 때에 최초로 생겨서 신(神)으로 된, 말하자면 천지의 정(精)이며 세계의 개창자(開創者)이기도 하다. 자연히 화생(化生)한 태원옥녀(太元玉女)와 통해서 천황씨(天皇氏)를 낳고 지황씨(地皇氏)·인황씨(人皇氏)…를 거쳐서 황제(黃帝)가 된 때에 국토가 열리고 인간이 번식되기 시작하였다고 한다.
요컨대 《도덕경》에 서술된 '도(道)'가 신격화된 것으로서 천지만물 생성의 시원(始源)이며 인과(因果)의 법칙을 초월해서 영원히 존재하는 절대자이다. 그가 살고 있는 장소는 36천(天) 가운데 최고의 천인 대라천(大羅天)의 옥경산(玉京山) 꼭대기에 있는 현도(玄都)로 여기에서 제신(諸神)을 거느리고 있다고 전한다. 또 도교의 교주(敎主)로서 도교의 가르침은 원시천존의 가르침이라는 설(說)도 있다.
원시천존의 신앙은 남북조 시대 초기에 발생하여 당대(唐代)에 완성되었다. 처음부터 불교 사상의 영향을 볼 수 있었는데 당 말기의 천존 상(像)은 불상(佛像)이었다.

## 같이 보기
- 태상노군
- 통천교주
- 옥황상제
- 비슈누
- 텡그리

## 참고 문헌
- 이 문서에는 다음커뮤니케이션(현 카카오)에서 GFDL 또는 CC-SA 라이선스로 배포한 글로벌 세계대백과사전의 내용을 기초로 작성된 글이 포함되어 있습니다.